# Tollaner
Tollaner är ett avancerat människofolkslag i TV-serien Stargate SG-1. De mest omtalade tollanerna är Narim (Garwin Sanford), Travell (Marie Stillin) och Omoc (Tobin Bell). Tollanernas hemvärld Tollan blev obeboelig då grannvärlden Sarita hade missbrukat den teknik de fått av tollanerna. Tekniken, som gav tillgång till obegränsad energi, använde sariterna till att tillverka vapen som de snabbt utplånade sig själva med. Vapnen ödelade både Sarita och försköt Tollans omloppsbana så att planeten blev instabil och farlig att bebo. Tollanerna fann dock en ny planet, Tollana, som var lämplig att bo på förutom att den saknade en stargate. De flesta tollaner evakuerades till Tollana medan några få stannade kvar på Tollan för att stänga den stargate som fanns där. Detta för att förhindra att någon skulle ta sig till den nu obeboeliga planeten. 
Trots att jordmänniskorna Jack O'Neill, Samantha Carter och Daniel Jackson från Stargate Command hotas med att ställas inför krigsrätt är de och folkslaget nox involverade i evakueringen. Nox hjälper även tollanerna att bygga en stargate på Tollana. Senare attackeras dock tollanerna av goa'ulderna
vilket slutar med att Narim sänder en sista sändning om att de lider 
kraftiga förluster i kriget. Sändningen avbryts abrupt utan förklaring.

## Tollansk teknik
Tollanerna har åtskilliga avancerade tekniker. De delar dock inte med sig av sin teknik till andra, enligt dem primitiva (mindre avancerade) civilisationer, på grund av erfarenheter av utlånande av teknik till Sarita.
- Kraftfält används till skydda tollanerna och framförallt för att skydda medlemmarna av Högsta rådet. Kraftfältet är mycket mer avancerat än motsvarigheterna för andra vintergatsfolkslag.
- Kontaktkontroll används till att kunna skicka meddelanden från planet till planet på mycket stora avstånd, till exempel 800 000 ljusår, vilket med ljusets hastighet skulle ta 800 000 år men med kontaktkontrollen tar mellan några timmar och en dag.
- Läkningsimplantat  sitter på armarna, benen och andra delar av kroppen och används i medicinskt syfte.
- Hologram-uppspelare är små kontroller som tollanerna kan spela upp hologram av sig själva med, och sedan använda hologrammen som meddelanden. Kontrollerna är runda och har en liten rund blå plastskiva som spelar upp meddelandet.
- Tollanernas känsloinspelare spelar in och upp känslor för en annan person. Användaren trycker på en röd triangel och blundar så kan den se en persons känslor för någon annan. Samantha Carter fick i gåva en sådan kontroll av tollanen Narim.
- Jonkanonen kan skjuta ner goa'uldernas moderskepp från planetens yta, men kan även riktas mot markmål. Jonkanonen har ofta en central roll i förhandlingar mellan tau'ri och tollaner.
- Symbiotdämpare är en apparat som visar om det, när det handlar om personer som har en goa'uld-larv i sig, är värden eller goa'ulden som talar genom att dämparen lyser med antingen blått eller rött sken. Dämparen gör så att värden kan tala utan att goa'ulden lägger sig i. En sådan dämpare användes på Skaara som är Jack O'Neills vän och Daniel Jacksons svåger.
- Vapendeaktiverare avaktiverar vapen, inklusive tau'ris primitiva projektilvapen som tidigare undgått avaktivering på grund av sin enkelhet. Jack O'Neill stal en vapendeaktiverare i syfte att utveckla likadana vapen mot goa'ulderna.